# Luigi Olivetti

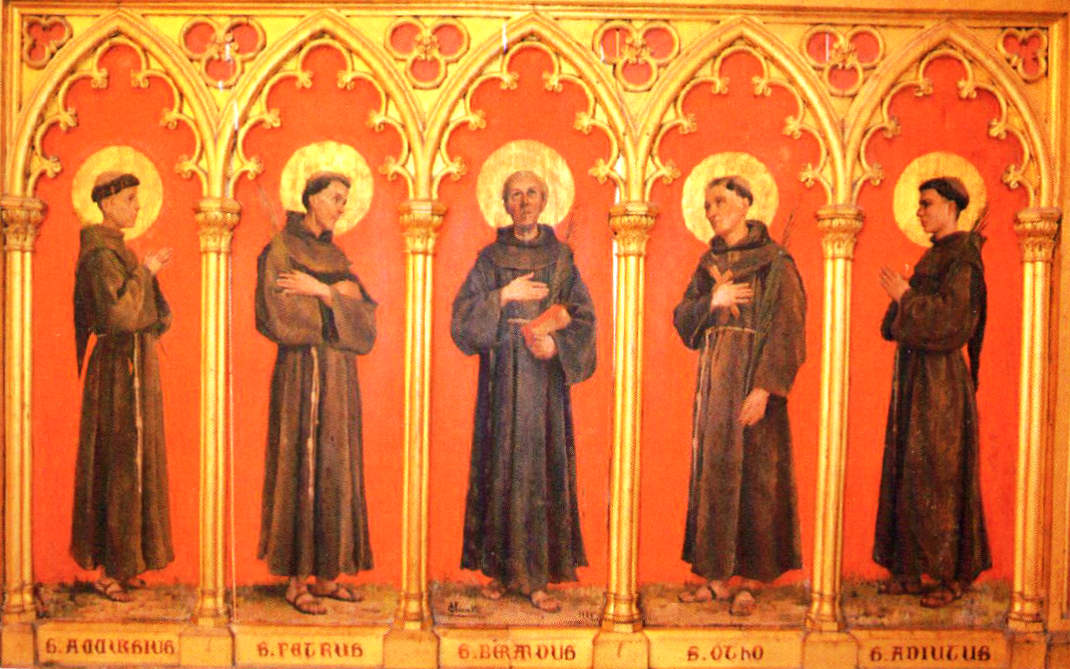
Pintura à óleo de Luigi Olivetti (1886).

Luigi Oliveti, nascido Luigi Giacomo Angelo (Revere, 11 de novembro de 1856 — c. 1941) foi um pintor e gravador italiano.

## Biografia
De acordo com o registro da paróquia de Revere, na província de Mântua, nasceu em 11 de novembro de 1856, filho de Francesco e Anna Maria Rossi.
Inicialmente aluno do pintor de Mântua, Gilioli, estudou em Roma com Roberto Bompiani. Ele era um paisagista e pintor de gênero, atento aos costumes regionais característicos. Ele também teve um momento que poderia ser comparado à pintura dos Macchiaioli.
Ele se dedicava a pintura à óleo e, acima de tudo, à aquarela. De particular importância é o corpus do seu trabalho de gravação.
Podemos dizer que suas pinturas constituem uma antologia de lugares, personagens e costumes populares da Itália e da Europa da segunda metade do século XIX e da primeira metade do século seguinte; está documentado acima de tudo na Costa Amalfitana, com obras em Amalfi e Ravello. Outros assuntos dizem respeito a Veneza e às paisagens dos Pirenéus e da Normandia. Estave especialmente ativo em Roma, no campo e nos castelos romanos.
Expôs em Roma em 1883, em Turim em 1884, em Londres em 1886, ainda em Roma em 1907.
Em seus últimos anos residiu com sua esposa em Tivoli, perto da Villa Adriana. Não sabemos o local e a data da morte, ocorrida após 1940, talvez em Tivoli ou Roma.